# Paul Colin (journaliste)
Pour les articles homonymes, voir Paul Colin et Colin.
Paul Colin est un journaliste belge, collaborateur pendant la Seconde Guerre mondiale, né en 1890 et tué en 1943 par le résistant Arnaud Fraiteur.
Il fut également critique d'art et, en particulier, le directeur et l'un des principaux contributeurs à la revue d'avant-garde belge, « L'Art libre », dès sa création, au lendemain de la Première Guerre mondiale (premier numéro paru le 15 mars 1919).

## Publications
Il publia, entre autres : 
- La Gravure et les Graveurs (2 volumes), chez Van Oest & Cie,
- Notice pour servir à l'étude de l'Impressionnisme, Ed. Georges Crès & Cie, Paris,
- Constantin Guys, collection Ganymède, Ed Crès, Paris,
- Correspondance de Rubens, Bibliothèque Dionysienne (2 volumes), Ed. Crès & Cie, Paris
- James Ensor, G. Kiepenheuer, Potsdam,
- Van Gogh (1925)[4],
- Eugène Laermans, Ed. des cahiers de Belgique, Bruxelles
- La peinture belge depuis 1830 (1930)[5],
- Opsomer (1931)[6], monographie du peintre belge Isidore Opsomer,
- Édouard Manet (1932)[7],
- La Peinture européenne au XIXe siècle : le romantisme (1935)[8].